# Listă de filme istorice românești
Aceasta este o listă de filme istorice produse de companii din România.
| Film                                                     | Anul lansării | Regizor                        | Perioada istorică |  |
| -------------------------------------------------------- | ------------- | ------------------------------ | --- |  |
| Independența României: Războiul Româno-Ruso-Turc 1877    | 1912          | Aristide Demetriade            | Războiul Ruso-Turc (1877–1878) |  |
| Odessa în flăcări                                        | 1942          | Carmine Gallone                | Al Doilea Război Mondial |  |
| Escadrila albă                                           | 1944          | Ion Sava                       | Escadrila albă din Al Doilea Război Mondial                                                                                             |  |
| Mitrea Cocor                                             | 1952          | Victor Iliu și Marietta Sadova | Al Doilea Război Mondial |  |
| Tudor                                                    | 1963          | Lucian Bratu                   | |  |
| Neamul Șoimăreștilor                                     | 1965          | Mircea Drăgan                  | |  |
| Răscoala                                                 | 1965          | Mircea Mureșan                 | Răscoala din 1907 |  |
| Dacii                                                    | 1967          | Sergiu Nicolaescu              | Războaiele daco-romane |  |
| Columna                                                  | 1968          | Mircea Drăgan                  | Dacia romană |  |
| Mihai Viteazul                                           | 1971          | Sergiu Nicolaescu              | Bătăliile lui Mihai Viteazul |  |
| Săgeata căpitanului Ion                                  | 1972          | Aurel Miheleș                  | |  |
| Dimitrie Cantemir                                        | 1973          | Gheorghe Vitanidis             | |  |
| Frații Jderi                                             | 1974          | Mircea Drăgan                  | |  |
| Stejar – extremă urgență                                 | 1974          | Dinu Cocea                     | Al Doilea Război Mondial |  |
| Ștefan cel Mare - Vaslui 1475                            | 1975          | Mircea Drăgan                  | |  |
| Pe aici nu se trece                                      | 1975          | Doru Năstase                   | 23 august 1944 |  |
| Pintea                                                   | 1976          | Mircea Moldovan                | Maramureș la începutul secolului al XVIII-lea                                                                                           |  |
| Prin cenușa imperiului                                   | 1976          | Andrei Blaier                  | Primul Război Mondial |  |
| Buzduganul cu trei peceți                                | 1977          | Constantin Vaeni               | Ecranizare a domniei lui Mihai Viteazu                                                                                                  |  |
| Ecaterina Teodoroiu                                      | 1978          | Dinu Cocea                     | Primul Război Mondial |  |
| Pentru patrie                                            | 1978          | Sergiu Nicolaescu              | Războiul de Independență al României |  |
| Vlad Țepeș                                               | 1979          | Doru Năstase                   | |  |
| Burebista                                                | 1980          | Gheorghe Vitanidis             | |  |
| Întoarcerea lui Vodă Lăpușneanu                          | 1980          | Malvina Urșianu                | A doua domnie a lui Alexandru Lăpușneanu                                                                                                |  |
| Ultima noapte de dragoste                                | 1980          | Sergiu Nicolaescu              | Primul Război Mondial |  |
| Capcana mercenarilor                                     | 1981          | Sergiu Nicolaescu              | Iarna anului 1918 în Transilvania |  |
| Horea                                                    | 1984          | Mircea Mureșan                 | Răscoala lui Horea, Cloșca și Crișan |  |
| Ziua Z                                                   | 1985          | Sergiu Nicolaescu              | Al Doilea Război Mondial, 23 august 1944                                                                                                |  |
| Noi, cei din linia întâi                                 | 1986          | Sergiu Nicolaescu              | În octombrie 1944 (prima parte) și decembrie 1944-ianuarie 1945 (a doua parte) pe fronturile din Transilvania, Ungaria și Cehoslovacia. |  |
| Marea sfidare                                            | 1989          | Manole Marcus                  | |  |
| Mircea                                                   | 1989          | Sergiu Nicolaescu              | |  |
| Începutul adevărului                                     | 1994          | Sergiu Nicolaescu              | Al Doilea Război Mondial |  |
| Triunghiul morții                                        | 1999          | Sergiu Nicolaescu              | Primul Război Mondial |  |
| Carol I - Un destin pentru România                       | 2009          | Sergiu Nicolaescu              | |  |
| Portretul luptătorului la tinerețe                       | 2010          | Constantin Popescu             | povestea grupării de rezistență anticomunistă a lui Ioan Gavrilă Ogoranu, care a activat în Munții Făgăraș                              |  |
| Aferim!                                                  | 2015          | Radu Jude                      | prima jumătate a secolului al XIX-lea, în Țara Românească                                                                               |  |
| Îmi este indiferent dacă în istorie vom intra ca barbari | 2018          | Radu Jude                      | Masacrul de la Odesa din Al Doilea Război Mondial                                                                                       |  |
| Maria, Regina României                                   | 2019          | Alexis Cahill                  | Regina Maria a României face lobby pentru recunoașterea internațională a Marii Uniri la Conferința de Pace de la Paris din 1919.        |  |